# Pandau Hulu II
Pandau Hulu II is een bestuurslaag in het regentschap Medan van de provincie Noord-Sumatra, Indonesië. Pandau Hulu II telt 8393 inwoners (volkstelling 2010).